# Лала, Ян
Ян Лала (чеш. Jan Lála; род. 10 сентября 1938, Чехословакия) — чехословацкий футболист, защитник.

## Клубная карьера
В возрасте 17 лет Лала переехал в «Славию», где дебютировал в 1956 году. Первоначально он использовался преимущественно в полузащите, но впоследствии был переведен на позицию правого защитника.
В 1958 году Лала покинул «Славию» для службы в армии. В 1960 году Ян вернулся в «Славию». В этот раз отыграл за пражскую команду следующие девять сезонов своей игровой карьеры. В общей сложности провел за неё 402 матча, в том числе 143 матча в чемпионате.
В 1969 заключил контракт со швейцарским клубом «Лозанна», в составе которого провел следующие четыре года своей карьеры игрока. Большинство времени, проведённого в составе «Лозанны», являлся основным игроком защиты команды.
Завершил профессиональную игровую карьеру в чешском клубе «Усти-над-Лабем», за команду которого выступал в течение 1973—1975 годов.

## Карьера в сборной
В составе сборной Чехословакии был основным сборной на чемпионате мира по футболу 1962 года, на котором сыграл 5 матчей, став в составе сборной серебряным призёром. Всего за сборную Чехословакии сыграл 37 матчей, в которых забил 1 гол.